# Saison 2019-2020 du Lyon olympique universitaire
Cette page présente la saison 2019-2020 du Lyon olympique universitaire en Top 14 et en Coupe d'Europe.

## Entraîneurs
- Pierre Mignoni (manager sportif)
- David Gérard (avants)
- Kendrick Lynn (trois-quarts)
- David Attoub (mêlée)
- Gérald Gambetta (team manager)

## La saison
La saison est marquée par une suspension du championnat à partir du 13 mars après le début de la propagation de la pandémie de Covid-19 en France. Le 30 avril, la LNR propose l'arrêt définitif du championnat, après une réunion extraordinaire organisée la veille avec tous les membres du bureau exécutif et les présidents de clubs. Par conséquent, le titre national n'est pas attribué et aucune promotion, ni relégation n'est promulguée, à l'issue de cette édition ; la décision est définitivement approuvée par le comité directeur de la LNR le 2 juin.

## Effectif 2019-2020
| Nom                    | Poste            | Naissance         | Nationalité sportive | International   | Dernier club          | Arrivée au club (année) |
| ---------------------- | ---------------- | ----------------- | -------------------- | --------------- | --------------------- | ----------------------- |
| Francisco Gomez Kodela | Pilier           | 3 juillet 1985    | Argentine            |                 | Union Bordeaux Bègles | 2016                    |
| Hamza Kaabeche         | Pilier           | 23 septembre 1996 | France               | -               | Formé au club         | 2016                    |
| Clément Ric            | Pilier           | 18 juillet 1988   | France               | -               | ASM Clermont          | 2017                    |
| Kevin Yaméogo          | Pilier           | 19 mai 1997       | France               | -               | Formé au club         | 2018                    |
| Raphaël Chaume         | Pilier           | 24 avril 1989     | France               |                 | ASM Clermont Auvergne | 2018                    |
| Xavier Chiocci         | Pilier           | 13 février 1990   | France               |                 | RC Toulon             | 2019                    |
| Vivien Devisme         | Pilier           | 23 mars 1992      | France               | -               | CA Brive              | 2019                    |
| Demba Bamba            | Pilier           | 17 mars 1998      | France               |                 | CA Brive              | 2019                    |
| Mickaël Ivaldi         | Talonneur        | 20 février 1990   | France               | -               | Montpellier HR        | 2016                    |
| Jérémie Maurouard      | Talonneur        | 23 septembre 1993 | France               | -               | Stade rochelais       | 2018                    |
| Badri Alkhazashvili    | Talonneur        | 31 juillet 1995   | Géorgie              |                 | Provence rugby        | 2019                    |
| Félix Lambey           | Deuxième ligne   | 15 mars 1994      | France               |                 | AS Béziers            | 2016                    |
| Virgile Bruni          | Deuxième ligne   | 6 février 1989    | France               | -               | RC Toulon             | 2016                    |
| Etienne Oosthuizen     | Deuxième ligne   | 22 décembre 1992  | Afrique du Sud       | -               | Sharks                | 2017                    |
| Hendrik Roodt          | Deuxième ligne   | 6 novembre 1987   | Afrique du Sud       | -               | FC Grenoble           | 2017                    |
| Martial Rolland        | Deuxième ligne   | 17 août 1998      | France               | -               | Formé au club         | 2018                    |
| Killian Geraci         | Deuxième ligne   | 25 mars 1999      | France               | -               | FC Grenoble           | 2019                    |
| Julien Puricelli       | Troisième ligne  | 1er août 1980     | France               |                 | Aviron bayonnais      | 2014                    |
| Carl Fearns            | Troisième ligne  | 28 mai 1989       | Angleterre           | -20             | Bath Rugby            | 2015                    |
| Dylan Cretin           | Troisième ligne  | 4 mai 1997        | France               | -20             | Formé au club         | 2016                    |
| Liam Gill              | Troisième ligne  | 8 juin 1992       | Australie            |                 | RC Toulon             | 2017                    |
| Patrick Sobela         | Troisième ligne  | 12 août 1992      | France               | Barbarians      | Oyonnax               | 2018                    |
| Loann Goujon           | Troisième ligne  | 23 avril 1989     | France               |                 | Union Bordeaux Bègles | 2018                    |
| Tanginoa Halaifonua    | Troisième ligne  | 3 août 1996       | Tonga                | -               | RC Massy              | 2019                    |
| Baptiste Couilloud     | Demi de mêlée    | 22 juillet 1997   | France               |                 | Formé au club         | 2014                    |
| Jonathan Pélissié      | Demi de mêlée    | 6 juin 1988       | France               |                 | RC Toulon             | 2017                    |
| Sam Hidalgo-Clyne      | Demi de mêlée    | 4 août 1993       | Écosse               |                 | Racing 92             | 2019                    |
| Jean-Marc Doussain     | Demi d'ouverture | 12 février 1991   | France               |                 | Stade toulousain      | 2018                    |
| Jonathan Wisniewski    | Demi d'ouverture | 16 juillet 1985   | France               | -               | RC Toulon             | 2018                    |
| Patricio Fernandez     | Demi d'ouverture | 11 octobre 1994   | Argentine            |                 | ASM Clermont          | 2019                    |
| Thibaut Regard         | Centre           | 6 août 1993       | France               | -               | Formé au club         | 2011                    |
| Rudi Wulf              | Centre           | 2 février 1984    | Nouvelle-Zélande     |                 | Castres               | 2016                    |
| Pierre-Louis Barassi   | Centre           | 22 avril 1998     | France               | France 7 et -20 | Formé au club         | 2016                    |
| Charlie Ngatai         | Centre           | 17 août 1990      | Nouvelle-Zélande     |                 | Chiefs                | 2018                    |
| Mathieu Bastareaud     | Centre           | 17 septembre 1988 | France               |                 | RC Toulon             | 2019                    |
| Toby Arnold            | Ailier           | 11 septembre 1987 | Nouvelle-Zélande     | -               | Bay of Plenty         | 2013                    |
| Xavier Mignot          | Ailier           | 27 janvier 1994   | France               |                 | FC Grenoble           | 2017                    |
| Yohann Tarley          | Ailier           | 2000              | France               | -               | RC Massy              | 2017                    |
| Noa Nakaitaci          | Ailier           | 11 juillet 1990   | France               |                 | ASM Clermont Auvergne | 2018                    |
| Josua Tuisova          | Ailier           | 4 février 1994    | Fidji                |                 | RC Toulon             | 2019                    |
| Jean-Marcellin Buttin  | Arrière          | 16 décembre 1991  | France               |                 | Union Bordeaux Bègles | 2017                    |
| Clément Laporte        | Arrière          | 7 janvier 1998    | France               | -               | SU Agen               | 2019                    |

## Calendrier et résultats

### Top 14
| - Lyon OU - Stade français : 43-9 - Lyon OU - Stade toulousain : 22-12 - RC Toulon - Lyon OU : 6-20 - Lyon OU - CA Brive : 59-3 - Racing 92 - Lyon OU : 20-31 - Lyon OU - Union Bordeaux Bègles : 25-23 - Lyon OU - Section paloise : 27-8 - ASM Clermont - Lyon OU : 24-15 - Lyon OU - Stade rochelais : 45-17 - Montpellier HR - Lyon OU : 33-8 - Castres olympique - Lyon OU : 29-12 - Lyon OU - Aviron bayonnais : 52-3 - SU Agen - Lyon OU : 12-13 | - Stade français - Lyon OU : N'a pas été joué - Stade toulousain - Lyon OU : N'a pas été joué - Lyon OU - RC Toulon : 27-12 - CA Brive - Lyon OU : 30-16 - Lyon OU - Racing 92 : 29-20 - Union Bordeaux Bègles - Lyon OU : 37-19 - Section paloise - Lyon OU : N'a pas été joué - Lyon OU - ASM Clermont : N'a pas été joué - Stade rochelais - Lyon OU : N'a pas été joué - Lyon OU - Montpellier HR : N'a pas été joué - Lyon OU - Castres olympique : N'a pas été joué - Aviron bayonnais - Lyon OU : N'a pas été joué - Lyon OU - SU Agen : N'a pas été joué |

#### Phase qualificative: classement final au 1er mars 2020
| Rang | Club                  | J  | V  | N | D  | Bo | Bd | Pm  | Pe  | Diff | Pts |
| ---- | --------------------- | -- | -- | - | -- | -- | -- | --- | --- | ---- | --- |
| 1    | Union Bordeaux Bègles | 17 | 13 | 1 | 3  | 6  | 1  | 475 | 317 | +158 | 61  |
| 2    | Lyon OU               | 17 | 12 | 0 | 5  | 5  | 0  | 463 | 304 | +159 | 53  |
| 3    | Racing 92             | 17 | 9  | 1 | 7  | 5  | 3  | 451 | 324 | +127 | 46  |
| 4    | RC Toulon             | 17 | 9  | 2 | 6  | 3  | 1  | 386 | 334 | +52  | 44  |
| 5    | Stade rochelais       | 17 | 9  | 0 | 8  | 3  | 3  | 370 | 377 | -7   | 42  |
| 6    | ASM Clermont          | 17 | 10 | 0 | 7  | 1  | 0  | 423 | 415 | +8   | 41  |
| 7    | Stade toulousain (T)  | 17 | 8  | 1 | 8  | 4  | 2  | 368 | 331 | +37  | 40  |
| 8    | Montpellier HR        | 17 | 6  | 3 | 8  | 2  | 5  | 404 | 390 | +14  | 37  |
| 9    | Aviron bayonnais (P)  | 17 | 7  | 1 | 9  | 0  | 3  | 327 | 409 | -82  | 33  |
| 10   | Castres olympique     | 17 | 7  | 0 | 10 | 3  | 2  | 392 | 460 | -68  | 33  |
| 11   | CA Brive (P)          | 17 | 7  | 1 | 9  | 1  | 2  | 364 | 439 | -75  | 33  |
| 12   | Section paloise       | 17 | 6  | 0 | 11 | 0  | 4  | 334 | 414 | -80  | 28  |
| 13   | SU Agen               | 17 | 5  | 1 | 11 | 0  | 4  | 323 | 404 | -81  | 26  |
| 14   | Stade français Paris  | 17 | 5  | 1 | 11 | 0  | 3  | 328 | 488 | -160 | 25  |

### Coupe d'Europe
Dans la Coupe d'Europe le Lyon OU, fait partie de la poule 1 et est opposé aux Anglais de Northampton Saints aux Irlandais du Leinster et aux Italiens de Benetton Trévise.
| - Northampton Saints - Lyon OU : 25-14 - Lyon OU - Leinster : 6-13 - Lyon OU - Benetton Trévise : 28-0 | - Benetton Trévise - Lyon OU : 25-22 - Leinster - Lyon OU : 42-14 - Lyon OU - Northampton Saints : 24-36 |

Avec 1 victoire et 5 défaites, le Lyon OU termine 3e de la poule 1 et n'est pas qualifié pour les quarts de finale.

| Rang | Équipe             | J | V | N | D | Em | Ee | Bo | Bd | Pm  | Pe  | Diff | Pts |
| ---- | ------------------ | - | - | - | - | -- | -- | -- | -- | --- | --- | ---- | --- |
| 1    | Leinster           | 6 | 6 | 0 | 0 | 28 | 9  | 4  | 0  | 199 | 76  | +123 | 28  |
| 2    | Northampton Saints | 6 | 4 | 0 | 2 | 19 | 25 | 3  | 0  | 166 | 183 | -17  | 19  |
| 3    | Lyon OU            | 6 | 1 | 0 | 5 | 14 | 16 | 1  | 2  | 108 | 141 | -33  | 7   |
| 4    | Benetton Trévise   | 6 | 1 | 0 | 5 | 12 | 23 | 1  | 1  | 96  | 169 | -73  | 6   |

## Statistiques

### Championnat de France
Meilleurs réalisateurs
| Rang | Joueur | Poste | Points | Essais | Transf. | Pén. | Drops |
| ---- | ------ | ----- | ------ | ------ | ------- | ---- | ----- |
| 1    | -      | -     | -      | -      | -       | -    | -     |
| 2    | -      | -     | -      | -      | -       | -    | -     |
| 3    | -      | -     | -      | -      | -       | -    | -     |

Meilleurs marqueurs
| Rang | Joueur | Poste | Essais |
| ---- | ------ | ----- | ------ |
| 1    | -      | -     | -      |
| 2    | -      | -     | -      |
| 3    | -      | -     | -      |
| 4    | -      | -     | -      |
| 5    | -      | -     | -      |

### Coupe d'Europe
Meilleurs réalisateurs
| Rang | Joueur | Poste | Points | Essais | Transf. | Pén. | Drops |
| ---- | ------ | ----- | ------ | ------ | ------- | ---- | ----- |
| 1    | -      | -     | -      | -      | -       | -    | -     |
| 2    | -      | -     | -      | -      | -       | -    | -     |
| 3    | -      | -     | -      | -      | -       | -    | -     |

Meilleurs marqueurs
| Rang | Joueur | Poste | Essais |
| ---- | ------ | ----- | ------ |
| 1    | -      | -     | -      |
| 2    | -      | -     | -      |
| 3    | -      | -     | -      |
| 4    | -      | -     | -      |
| 5    | -      | -     | -      |